# Sojusz Narodowy (Ukraina)
Wszechukraińska Młodzieżowa Organizacja Społeczna Sojusz Narodowy (ukr. Всеукраїнська молодіжна громадська організація "Національний Альянс"', Wseukrajinśka mołodiżna hromadśka orhanizacija "Nacionalnyj Aljans") – ogólnoukraińska organizacja młodzieżowa o profilu narodowo-demokratycznym powiązana strukturalnie z ukraińską centroprawicą, powstała w styczniu 2005.

## Ideologia
Ideologia ruchu opiera się na trzech filarach: „idei narodowej” (Національна ідея), jako koncepcji „integrującej wszystkich Ukraińców w naród”, który jest „jedynym źródłem państwa ukraińskiego, które istnieje dla narodu (...), a nie na odwrót”, „tradycji” i „życiowego idealizmu”. Organizacja nawiązuje do dorobku OUN, a Stepana Banderę nazywa „przewodnikiem ukraińskiego narodu”. Popiera rehabilitację UPA i 14 Dywizji Grenadierów SS, domaga się zrównania kombatantów UPA w prawach z żołnierzami Armii Czerwonej oraz pozbawienia uprawnień emerytalnych służących w NKWD. Organizuje marsze na cześć pamięci UPA. Jest przeciwna wszelkiemu rozliczaniu ze zbrodniami powstańców na Polakach mieszkających na Wołyniu, sprzeciwiała się m.in. uroczystościom w Hucie Pieniackiej. Ugrupowanie objęło patronat nad stroną internetową upamiętniającą UPA. Ruch jednoznacznie sprzeciwia się bolszewizmowi i wszelkim formom liberalizmu (w tym feminizmowi). Opowiada się za likwidacją pozostałości „okupacyjnego reżimu” na Ukrainie, w tym nazw ulic, placów i pomników upamiętniających działaczy komunistycznych. Podkreśla konieczność pielęgnowania pamięci o ofiarach Wielkiego Głodu (Hołodomoru) na Ukrainie, jest zwolenniczką wprowadzenia do porządku prawnego „kłamstwa hołodomorowego”. Podkreśla przywiązanie do wartości chrześcijańskich (niezależnie od wyznania), tradycyjnej moralności i ukraińskiego stylu życia. Sprzeciwia się przerywaniu ciąży, eutanazji oraz wszelkim formom uznania związków homoseksualnych, w tym samej tolerancji dla homoseksualistów.

## Program
Hasłem naczelnym ugrupowania jest „Ukraina ponad wszystko” (Україна понад усе): oznacza to niechęć do partyjnych i regionalnych partykularyzmów, choć z drugiej strony ugrupowanie deklaruje się jednoznacznie jako konserwatywne, chrześcijańskie i narodowo-demokratyczne. W sferze gospodarczej jego poglądy można by jednak określić jako protekcjonistyczne, choć partia występuje za obniżeniem podatków i ułatwieniami dla małego biznesu.
Ugrupowanie opowiada się za kontynuacją zmian, jakie nastąpiły na Ukrainie po 2005 roku, zarówno w sferze symbolicznej (retoryka antykomunistyczna i antyimperialna, upamiętnianie żołnierzy UPA i 14 Dywizji Grenadierów SS, oraz Wielkiego Głodu), jak i strukturalnej, sprzeciwiając się wszelkim formom powrotu do rządów oligarchii i „kuczmizmu”. Jest zwolenniczką lustracji (ujawnienia zasobów NKWD i KGB) oraz dekomunizacji, również w obszarze oświaty. Opowiada się za ochroną państwową języka ukraińskiego oraz eliminowaniem wpływów rosyjskiego z mediów i administracji. Sprzeciwia się wzrostowi imigracji na teren Ukrainy.
W sferze polityki zagranicznej postawa ugrupowania jest dwuznaczna: z jednej strony sprzeciwia się rzekomemu upadkowi kultury i cywilizacji zachodniej, z drugiej strony podkreśla konieczność „europeizacji” Ukrainy jako formy ucieczki od kolonialnej zależności od Rosji. Jest zwolenniczką włączenia Ukrainy do NATO oraz Unii Europejskiej, jednak bez „żadnego ograniczenia suwerenności”. Opowiada się za prawem do posiadania broni jądrowej przez Ukrainę oraz prowadzeniem polityki regionalnej obejmującej Kaukaz, Morze Kaspijskie i Czarne oraz kraje bałtyckie. Deklaruje walkę z rosyjskim imperializmem, ugrupowanie solidaryzowało się z Estończykami w 2007 i Gruzinami w 2008 roku.

## Miejsce na scenie politycznej Ukrainy
Na szczeblu samorządowym jego działacze współpracują z Naszą Ukrainą i Blokiem Julii Tymoszenko, choć najbliżej im do Kongresu Nacjonalistów Ukrainy, Ludowego Ruchu Ukrainy, Ukraińskiej Partii Ludowej i Zjednoczenia „Swoboda”. Również w obszarze polityki ogólnokrajowej mimo raz po raz kierowanej krytyki deklarują sympatię do „pomarańczowych”, a niechęć do „komunoregionałów”.
Alians nie ma swych przedstawicieli w rządzie ani parlamencie Ukrainy, choć jego członkowie zasiadają w radach miejskich i obwodowych, szczególnie w zachodniej części kraju.

## Działalność okołopolityczna w kraju
Ugrupowanie wydaje czasopismo „Prawyj postup” (Правий Поступ) oraz regionalne gazetki młodzieżowe „Nasz kłycz” (Наш Клич, Łuck) i „Sprotyw” (Спротив, Równe). Co roku Alians organizuje obozy dla swoich członków i zwolenników, połączone z wykładami oraz pogadankami na tematy historyczne i światopoglądowe. Część z tych obozów ma charakter militarny. Członkowie zarządu partii prowadzą aktywną działalność w Internecie, m.in. poprzez blogi polityczne. Wspierają również festiwal narodowo-patriotyczny „Bandersztat” oraz akcje na rzecz popularyzacji mowy ukraińskiej.

## Działalność zagraniczna
Stowarzyszenie prowadzi działalność międzynarodową, głównie koncentrując się na Europie Wschodniej. Współpracuje z analogicznymi organizacjami na Litwie, Łotwie i Białorusi oraz w Polsce, Danii i Estonii, w tym z białoruskim „Młodym Frontem”, z którym razem organizowała tzw. szlak czarnobylski w 2005 i 2006 roku. Stowarzyszenie współpracowało z sekretariatem Rady Ochrony Pamięci Walk i Męczeństwa, jego członkowie porządkowali cmentarze ukraińskie na Lubelszczyźnie i Podlasiu w ramach programu „Pamięć bez granic”. W 2007 politycy Sojuszu Narodowego znaleźli się wśród obserwatorów polskich wyborów parlamentarnych na Lubelszczyźnie, a rok później obserwowali wybory w Moskwie.

## Władze i zasięg terytorialny
Władze partii mieszczą się w Kijowie przy ul. Stelmacha 6a, zaś sekretariat ma siedzibę w Łucku przy ul. Młodzieży 13b. Przewodniczącym ruchu jest od początku jego istnienia Ihor Huź. Ugrupowanie posiada swoje oddziały w Kijowie oraz 16 obwodach Ukrainy, jednak koncentruje swą działalność na Ukrainie centralnej i zachodniej (na Wołyniu).

## Symbolika
Symbolem ugrupowania jest pochodnia niesiona przez „mocną rękę” i „rozganiająca ciemność”. W ogień wpisany jest herb narodowy – tryzub. Kolorystyka flagi i logo nawiązują do barw OUN.